# 云台镇 (康县)
云台镇，是中华人民共和国甘肃省陇南市康县下辖的一个乡镇级行政单位。

## 行政区划
云台镇下辖以下地区：
社区、梧桐树村、云台村、杜坝村、陈峡村、陈沟村、中院村、冯院村、大院村、上磨村、上店村、全坝村、唐坝村、铺坝村、下磨村、关埸村、罗河村、山岔村、杨湾村和葸庄村。